# Silvana Konermann
Silvana Konermann (* 18. Mai 1988 in Baden, Schweiz) ist eine Schweizer Neurowissenschaftlerin, die bereits als Jugendliche mehrere Wissenschaftspreise erhalten hat.

## Leben
Silvana Konermann ist die Tochter des Filmregisseurs Lutz Konermann und der Filmwissenschaftlerin Barbara Flückiger. Sie besuchte das Sächsische Landesgymnasium Sankt Afra und absolvierte die Schweizerische Maturitätsprüfung. Sie schloss 2009 an der ETH Zürich ihren Bachelor in Biologie ab und studierte nebenher Psychologie an der Open University in London. Von 2009 bis 2010 war sie im Labor von Carlos Lois am Massachusetts Institute of Technology, USA, auf dem Gebiet der adulten Neurogenese tätig. Ab 2010 war sie Doktorandin in Brain and Cognitive Sciences ebenfalls am Massachusetts Institute of Technology und forschte von 2011 bis 2015 am Broad Institute von MIT und Harvard sowie am McGovern Institute for Brain Research des MIT im Labor von Feng Zhang im Bereich der Optogenetik und des CRISPR/Cas-Systems. Ihre Dissertation Interrogation and Control of Mammalian Transcription verteidigte sie im November 2015. Seit 2016 arbeitet sie als Postdoktorandin am Salk Institute in La Jolla, CA.
Als zweifache Gewinnerin des Wettbewerbes der Stiftung Schweizer Jugend forscht wurde sie bereits als Jugendliche mit mehreren Sonderpreisen im In- und Ausland beehrt. 2005 gewann sie in Moskau den 1. Preis für ihre Arbeit: Entwicklung eines Verfahrens zur lokalen Prävention katheterassoziierter Harnwegsinfektionen am European Union Contest for Young Scientists. 2006 gewann sie dafür einen 2. Preis an der Intel ISEF im Fachgebiet Medizin. Als Teil des Preises wurde ein Asteroid nach ihr benannt, (21546) Konermann (1998 QH34). Im November desselben Jahres wurde sie in Berlin mit dem Future Victress Award der Victress Initiative zur Erhöhung des Frauenanteils in Führungspositionen ausgezeichnet. 2012 wurde sie am McGovern Institute for Brain Research am MIT mit der Schoemaker Fellowship ausgezeichnet. 2015 erhielt sie den Harold M. Weintraub Graduate Student Award des Fred Hutchinson Cancer Research Center für ihre Forschungsarbeit im Rahmen ihres Doktorats. 2017 war sie Preisträgerin des Salk Women & Science Special Award. Ebenfalls 2017 wurde sie mit dem Hanna H. Gray Stipendium des Howard Hughes Medical Institute ausgezeichnet.
Im April 2022 heiratete Konermann den irischen Unternehmer und Multimilliardär Patrick Collison, den Mitbegründer des Zahlungsunternehmens Stripe. Beide hatten sich während des European Union Contest for Young Scientists 2005 in Moskau kennengelernt.

## Wichtigste Publikationen
- Silvana Konermann*, Mark D. Brigham*, Alexandro E. Trevino, Julia Joung, Omar O. Abudayyeh, Clea Barcena, Patrick D. Hsu, Naomi Habib, Jonathan S. Gootenberg, Hiroshi Nishimasu, Osamu Nureki, Feng Zhang (2014): Genome-scale transcriptional activation by an engineered CRISPR-Cas9 complex. In: Nature. 2014; doi:10.1038/nature14136. (* Erst- bzw. Hauptautoren)
- Silvana Konermann*, Mark D. Brigham*, Alexandro E. Trevino, Patrick D. Hsu, Matthias Heidenreich, Le Cong, Randall J. Platt, David A. Scott, George M. Church & Feng Zhang (2013): Optical control of mammalian endogenous transcription and epigenetic states. In: Nature. 23. Juli 2013, S. 472–476, doi:10.1038/nature12466. (* Erstautoren)
- James E Dahlman, Omar O Abudayyeh, Julia Joung, Jonathan S Gootenberg, Feng Zhang & Silvana Konermann (2015): Orthogonal Gene Knockout and Activation with a Catalytically Active Cas9 Nuclease. In: Nature Biotechnology, 33, S. 1159–1161, doi:10.1038/nbt.3390.
- Omar O Abudayyeh*, Jonathan S Gootenberg*, Silvana Konermann*, Julia Joung, Ian M Slaymaker, David BT Cox, Sergey Shmakov, Kira S Makarova, Ekaterina Semenova, Leonid Minakhin, Konstantin Severinov, Aviv Regev, Eric S Lander, Eugene V Koonin, Feng Zhang (2016): C2c2 is a Single-component Programmable RNA-guided RNA-targeting CRISPR Effector. In: Science, 2016/6/2. (* Erstautoren) DOI: 10.1126/science.aaf5573
- Julia Joung*, Silvana Konermann*, Jonathan S Gootenberg, Omar O Abudayyeh, Randall J Platt, Mark D Brigham, Neville E Sanjana & Feng Zhang (2017): Genome-scale CRISPR-Cas9 Knockout and Transcriptional Activation Screening. In: Nature Protocols, 12, S. 828–863. (* Erstautoren) doi:10.1038/nprot.2017.016
- Silvana Konermann, Peter Lotfy, Nicholas J Brideau, Jennifer Oki, Maxim N Shokhirev, Patrick D Hsu (2018): Transcriptome Engineering with RNA-targeting Type VI-D CRISPR Effectors. In: Cell, 173,3, S. 665–67. doi:10.1016/j.cell.2018.02.033
- Cheng Zhang*, Silvana Konermann*, Nicholas J. Brideau, Peter Lotfy, Xuebing Wu, Scott J. Novick, Timothy Strutzenberg, Patrick R. Griffin, Patrick D. Hsu, Dmitry Lyumkis (2018): Structural Basis for the RNA-Guided Ribonuclease Activity of CRISPR-Cas13d. In: Cell, 175,1, Sep., S. 212–223.e17. (* Erstautoren) doi:10.1016/j.cell.2018.09.001